# شارع تشوي تونغ

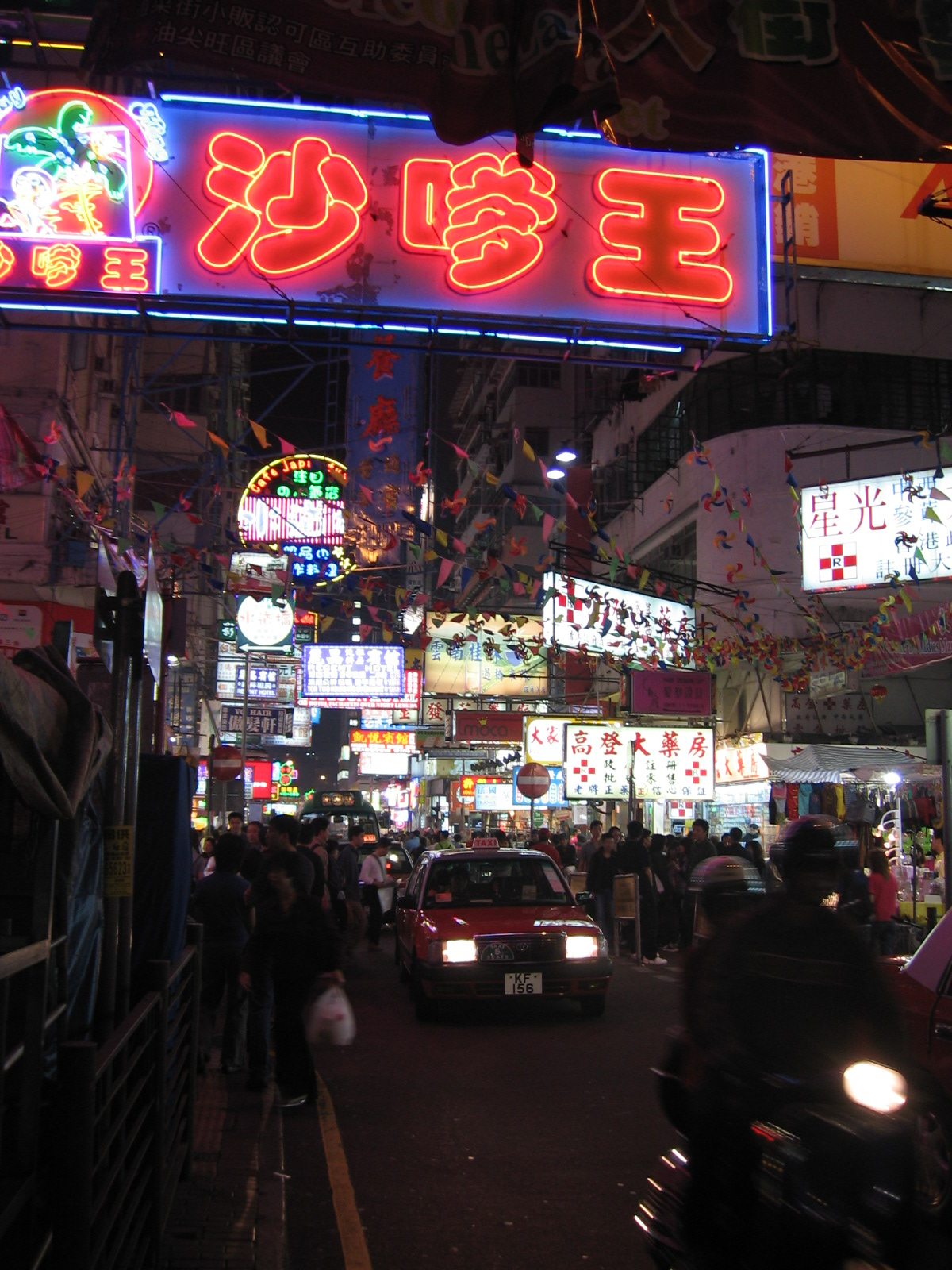
تشوي تونغ دائما ممتلئ

حي تشوي تونغ حي مشهور بـ هونغ كونغ يتوفر على أكثر الأسواق المعروفة ببيع أشياء كثيرة و مختلفة خاصة الامور الممتعلقة بالسيدات , لذلك يسمى ( سوق السيدات ) , تشوي تونغ لا يحتوي على أمرو تتعلق بالسيدات فقط بل حتى بالرجال و الأطفال , فهو مكان لبيع ألعاب الأطفال , ملابس , حقائب , ساعات , و يعتبر الجزء الشمالي من الحي مختصا ببيع الأسماك الذهبية لذلك يسمى سوق الأسماك الذهبية .

## وسائل النقل
حي تشوي تونغ يقع قرب محطتين للركاب ..
- محطة مونغ كوك ( الحافلات )
- محطة مونغ كوك الشرقية ( القطار )

‌